# Tamati Williams
Tamati Andre Williams (Dunedin, 19 gennaio 1984) è un modello ed ex calciatore neozelandese, di ruolo portiere.

## Carriera

### Nazionale
Ha esordito con la Nuova Zelanda il 30 maggio 2014, subentrando a 3 minuti dalla fine nel match pareggiato 0-0 contro il Sudafrica.
Ha fatto parte, da terzo portiere, alla vittoriosa coppa d'Oceania 2016, grazie a questo successo ha potuto prendere parte alla FIFA Confederations Cup 2017 in Russia.

## Palmarès

### Club

#### Competizioni nazionali
- Campionato neozelandese di calcio: 2

Auckland City: 2013-2014, 2014-2015

#### Competizioni internazionali
- OFC Champions League: 4

Auckland City: 2011-2012, 2012-2013, 2013-2014, 2014-2015

### Nazionale
- Coppa d'Oceania: 1

2016

### Individuale
- Miglior portiere dell'OFC Champions League: 1

2014-2015